# Alkhallat+
Alkhallat+ è un film ad episodi del 2022 diretto da Fahad Alammari.
La pellicola trae origine dalla fortunatissima webserie omonima, forte di milioni di visualizzazioni dei 22 episodi trasmessi su vari siti, che ha spinto Netflix a contattarne gli autori per produrre per la prima volta un film in Arabia Saudita.
Il film mantiene il tono ironico della serie originale toccando comunque alcuni nervi scoperti della società saudita, come certi paradossi nella condizione delle donna e i frequenti e furbeschi aggiramenti della Shari'a.

## Trama

### Episodi

#### 1º episodio
Volendosi fumare una sigaretta in pace, Turki, esce dal banchetto del matrimonio della sorella ma scopre che qualcuno sta rubando le ruote della sua automobile. Ne nasce un inseguimento al termine del quale uno dei tre ladri viene sacrificato dagli altri per salvare il colpo. Il malcapitato, perché non si rovini il clima, viene preso e "parcheggiato" dai partecipanti alla festa che se ne occuperanno più tardi. I due ladri intanto si imbucano alla festa per salvare l'amico. Uno fa pasticci come cameriere, l'altro, quando l'amico viene portato in sala per essere sbeffeggiato dai banchettanti, si finge avvocato e mette in guardia i presenti dal maltrattare il catturato. Un momento di caos permette poi ai ladri di dileguarsi, ma immediatamente all'esterno vengono di nuovo individuati, sempre per via di un illustre ospite che si era nascosto a fumare proprio dietro il loro furgone.

#### 2º episodio
Sara è una giovane aiuto cuoco di un ristorante stellato raffinatissimo. Per salvare il matrimonio dei genitori, con l'aiuto di tutti i colleghi del ristorante, ha combinato un appuntamento galante in cui il padre possa riconquistare la madre a un tavolo di questo locale esclusivo. L'improvviso ritorno del direttore del ristorante dalle ferie, cambia però i piani. La sfortuna ha voluto infatti che il tavolo liberato per i genitori di Sara dovesse in realtà ospitare quelli del proprietario. Capito l'accaduto, il direttore asseconda Sara il cui intento di riconciliare i genitori va in porto, ma poi licenzia la ragazza, cui non può perdonare il comportamento tenuto.

#### 3º episodio
Un uomo muore in un incidente stradale e Reem, la moglie ne piange le spoglie, prima in ospedale poi in obitorio. L'amico Hamad, che era a fianco del defunto, se l'è cavata con un braccio rotto e, ora, insiste per aver accesso al cellulare del morto. Reem si insospettisce e, preso il cellulare del marito, telefona al numero dal quale continuano ad arrivare chiamate a ripetizione. Hamad si precipita allora da Noor, l'amante del defunto, ignara dell'accaduto, per esortarla a non rispondere al telefono. Dopo poco si accorge che Reem ha assistito a tutto. Segue un'immagine in cui il previsto funerale dell'uomo morto nell'incidente stradale, comprende la salma di un altro uomo e di un'altra donna...

#### 4º episodio
Un uomo vince un soggiorno per due persone a Dubai in un lussuoso albergo. Di straforo porta con sé anche la piccola figlia e il figlio adolescente. Nonostante il padre catechizzi il figlio, questo la notte esce dalla stanza e, trascinato dalla volontà di farsi un selfie con un calciatore suo idolo, si ritrova nella discoteca interna all'albergo, dove il padre, per scovarlo, finisce per passare anche lui una "notte brava". Unite le forze e usciti da una situazione imbarazzante con astuzia, i due avrebbero anche ingannato la madre/moglie se un dettaglio non facesse svelare alla più piccola, la verità su dove hanno passato la notte.

## Distribuzione
La pellicola è stata distribuita in tutto il mondo dalla piattaforma Netflix a partire dal 19 gennaio 2023.
Il 4 dicembre 2022 era stata proiettata in anteprima al Red Sea International Film Festival.